# Isbryder
En isbryder er et skib særligt konstrueret til at bryde is på f.eks. en flod eller på havet. Denne isbrydning sker for at sikre, at skibstrafikken kan fortsætte sin drift. Man bryder en sejlrende, som skibene kan benytte sig af.
I dag har de største isbrydere et deplacement på 25.000 tons, og deres nukleare fremdrivningsmaskineri producerer ca. 60 megawatt. Isbrydere med traditionelt fremdrivningsmaskineri (enten dieselfremdrivning eller diesel-elektrisk fremdrivning), producerer ca. det halve.
Den første isbryder menes at være den russiske isbryder Pilot fra Kronstadt, bygget i 1864. Efterfølgende byggede de fleste nationer med isdækkede havområder isbrydere, der gradvist blev større og stærkere. 

## Teknologi
De primære konstruktionsforskelle på isbrydere og "almindelige" skibe er:
- Forstærket skrog; især fortil, da meget af trykket fra isen ligger her. Dette vil ofte være ved kortere afstand mellem spanterne og tykkere stålplader på klædningen.
- Isbryderstævn, der gør at skibet glider op på isen og bruger egenvægten til at bryde den.
- Store langsomme skruer; store skruer giver et større moment. Til gengæld skal der større effekt til at skabe den samme fremdrivningshastighed som med en mindre skrue. Dette betyder ikke så meget, da isbrydningstjeneste normalt foregår med lave hastigheder.
- Høj aptering; således at skibsføreren har et bedre udsyn over isen.

Isbryderne kan ud over dette være udstyret med forskellige systemer, der kan lette isbrydningen. Som eksempler kan nævnes et krængningssystem (enten vandtanke, hvor vandet trykkes fra side til side – eller store pumper, der pumper vandet under isen over på – skiftevis – den anden side af isbryderen), dampdyser (hvor der blæses dampbobler ud under isen, som får den til at krakelere) eller helikopter til isrekognoscering.

## Galleri
- De danske statsisbrydere Danbjørn, Thorbjørn og Isbjørn
- Isbryder på Oder i slutningen af 19. århundrede
- Isbryderen Stephan Jantzen i Rostock havn